# Jean-Pierre Staelens
Jean-Pierre Staelens (* 2. Dezember 1955 in Gent) ist ein belgischer Volleyball-Trainer und ehemaliger Nationalspieler. Seine Töchter Kim und Chaïne Staelens sind ebenfalls professionelle Volleyballspielerinnen.

## Karriere
Staelens war als Spieler in seiner Heimatstadt bei White Star Amandsberg sowie bei Ibis Kortrijk aktiv. Dabei gewann er sieben Mal die belgische Meisterschaft und acht Mal den nationalen Pokal. Außerdem spielte er beim südafrikanischen Verein Witwatersrand. Mit der belgischen Nationalmannschaft nahm er an Welt- und Europameisterschaften teil; insgesamt absolvierte er 152 Länderspiele.
Seine ersten Stationen als Trainer waren Ibis Bio Sport, Mardavo, Saturnus Uden und der VC Weert. Staelens betreute auch die niederländische Junioren-Nationalmannschaft. 2009 ging er in die deutsche Bundesliga zum VfB 91 Suhl. Dort erreichte er in seiner ersten Saison das Finale im DVV-Pokal. Anschließend wechselte er zum Ligakonkurrenten VT Aurubis Hamburg. 2011/12 folgte ihm seine Tochter Kim Staelens für eine Saison nach Hamburg. Im Januar 2013 wurde Staelens beim VT Aurubis entlassen.